# Helina dasyophthalma
Helina dasyophthalma este o specie de muște din genul Helina, familia Muscidae, descrisă de Malloch în anul 1928. Conform Catalogue of Life specia Helina dasyophthalma nu are subspecii cunoscute.